# Gliese 876 b
Gliese 876 b és un planeta extrasolar que orbita l'estrella nana vermella Gliese 876 cada 60,940 dies. Descobert en 1998, Gliese 876 b va ser el primer planeta a ser trobat orbitant una nana vermella.

## Descobriment
Gliese 876 b va ser descobert de forma independent per dos grups diferents, un dirigit per Geoffrey Marcy i l'altre per Xavier Delfosse. Igual que la majoria dels planetes extrasolars coneguts, va ser descobert en detectar-se variacions en la velocitat radial del seu estel a conseqüència de la gravetat del planeta. La detecció va ser realitzada mesurant l'efecte Doppler de les línies espectrals de Gliese 876.

## Òrbita i massa
Gliese 876 b i Gliese 876 c, el planeta interior, tenen períodes orbitals en una ressonància 2:1, cosa que produeix una forta interacció gravitatòria entre tots dos. Com a resultat, els elements orbitals del planeta canvien molt veloçment amb la precessió de les òrbites. L'òrbita del planeta té una excentricitat baixa, semblant a la dels planetes del nostre sistema solar. El semieix major de l'òrbita és de solament 0,208 ua (menor que el de Mercuri). No obstant això, Gliese 876 és un estel tan feble que el planeta se situa fora de la zona d'habitabilitat.
Una de les limitacions del mètode de velocitat radial emprat per detectar a Gliese 876 b és que únicament pot obtenir-se el límit inferior de la massa del planeta. Aquest límit inferior equival aproximadament a 1,93 vegades la massa de Júpiter. La massa veritable depèn de la inclinació de l'òrbita, que en general es desconeix. En el cas d'un sistema ressonant com Gliese 876, les interaccions gravitatòries entre els planetes poden utilitzar-se per trobar les masses veritables: les millors dades de velocitat radial que es van calcular són d'una inclinació aproximada de 50° sobre el pla del cel. En aquest cas, la massa veritable seria al voltant d'un 30 % major que el seu límit inferior, unes 2,5 vegades la massa de Júpiter. D'altra banda, els mesuraments astromètrics indiquen que la inclinació orbital és d'uns 84°, cosa que suggeriria que la massa és poc major que el límit inferior.

## Característiques
Donada l'enorme massa del planeta, és probable que Gliese 876 b siga un gegant gasós sense una superfície sòlida. Ja que el planeta tan sols ha estat detectat indirectament, a través de l'efecte gravitatori sobre el seu estel, es desconeixen característiques tals com el seu radi, composició i temperatura. Suposant que tinguera una composició semblant a la de Júpiter i el seu equilibri químic ambiental fora semblant, l'atmosfera de Gliese 876 b mancaria de núvols, a pesar que a les regions més fredes del planeta podrien arribar a formar-se núvols d'aigua.
Gliese 876 b s'hi troba dins de la zona d'habitabilitat de Gliese 876 respecte a la capacitat d'un planeta de massa similar a la Terra per retenir aigua en estat líquid en la seva superfície. Encara que es desconeixen quines són les probabilitats de vida en un gegant gasós, les llunes de gran grandària podrien contenir un medi ambient habitable. Els models teòrics d'interacció entre una lluna hipotètica, el planeta i l'estel indiquen que les llunes de gran grandària haurien de poder sobreviure en òrbita al voltant de Gliese 876 b durant tota la vida del sistema planetari. D'altra banda, no és clar que existisca la possibilitat que una lluna d'eixes dimensions puga arribar a formar-se.